# Centrale (Zugliano)
Centrale, frazione del comune di Zugliano, è un piccolo paese dell'ovest vicentino, di circa 1 700 abitanti.

## Geografia fisica
Il paese è situato ai piedi delle colline delle Bregonze. L'abitato di Centrale si trova a un'altitudine di m. 172, con Ca' Magra a m. 192 e Madonnetta a m. 213.

## Origine del nome
Il toponimo di "Centrale" si presta a varie interpretazioni: per alcuni significa "centro della valle", per altri l'antico nome "Cinterale" deriverebbe da quello della famiglia che qui aveva il suo feudo.

## Storia
Il nome è attestato in documenti del 1088 e 1090 e in altri del 1204 e 1261. Altri documenti menzionano nel XIII secolo una chiesa dedicata a San Clemente e nel XIV secolo la presenza di un piccolo castello, menzionato in un atto di vendita del 1315 ma della cui esistenza non rimane alcuna traccia; risulta però che i vescovi di Vicenza, che qui avevano giurisdizione, concedevano spesso nelle loro investiture anche il "castellaticum"; in un atto di vendita del 1315, inoltre, si parla di terre di Centrale situate apud castrum.
Centrale conserva ancor oggi, pur nelle evidenti manomissioni, il carattere di borgo medioevale. Le case sono costruite le une accanto alle altre lungo la via principale, ma la vita familiare si svolge nelle numerose corti interne, alle quali si accede attraverso un arco posto sul fronte della strada. In certe contrade sono ancora visibili antichi stemmi.
Nel 1816 Centrale e Grumolo Pedemonte, per secoli comuni orgogliosi della loro autonomia, furono accorpati a quello di Zugliano; allora aveva 412 abitanti raccolti in 92 famiglie. Di Centrale è l'origine delle famiglie Pagliarino, Centrale e Porcastri.
Durante la prima guerra mondiale Centrale e Grumolo accolsero profughi provenienti da Chiuppano e Carrè, più esposti al nemico.

## Monumenti e luoghi d'interesse

### Architetture religiose
- Chiesa di San Clemente

La chiesa è elencata la prima volta nelle Rationes decimarum del 1297 come cappella della pieve di Santa Maria di Thiene e fu per diversi secoli tale.
Nel novembre 1488 fu visitata dal vescovo Pietro Barozzi, che la trovò piuttosto piccola, a tre navate e con quattro altari; aveva sacristia e campanile; presentava un aspetto disarmonico ed era poco luminosa. Fu ristrutturata prima del 1533, tanto da apparire al vescovo magnam, bene fabricatam, copertam et optime stratam.
Trecento anni più tardi venne sostituita dall'attuale, costruita tra il 1846 e il 1849 e consacrata il 12 maggio 1889. Custodisce il prezioso reliquiario dei Santi e altre reliquie appartenenti all'Eremo Camaldolese di Rua nelle Bregonze.
- Oratorio della "Madoneta" ("della Madonnetta")

Intitolato alla B.V. della Neve, menzionato la prima volta nel 1587, costruito a spese del Comune di Centrale dopo l'episodio miracoloso di Simone il "gobbo", un povero uomo malato che viveva in attesa della morte in una povera casupola. A lui, improvvisamente guarito, apparve la Vergine, che lo invitò ad alzarsi e a portarsi fino a Thiene per convincere i governatori della città a credere e a fare quanto a loro aveva ordinato tramite le tre pastorelle alle quali "all'Olmo" era apparsa. Per questo la chiesetta, che era anche dedicata ai santi Valentino e Leonardo, è particolarmente cara ai Thienesi, che nella terza domenica di quaresima accorrono numerosi. Appartenne per donazione del Comune ai Camaldolesi del convento di Rua.
Fu successivamente ampliato e vi venne aggiunto il campanile; è stato restaurato nel 1966. All'interno conserva una pala d'altare del 1613 con la Madonna con Bambino e ai lati i santi Valentino e Leonardo.
- Cappella dell'Istituto delle Pie Discepole del Divin Maestro. Eretta nel 1948 dove sorgeva l'oratorio di San Rocco, demolito nel 1908.
- Chiesetta del SS. Redentore, del 1918, nel cimitero.

### Architetture civili
- Villa Thiene Ronzani

Nella piazza presso la chiesa parrocchiale, in stile neogotico, deriva dalla trasformazione ottocentesca di un edificio precedente. La facciata è ricoperta da una decorazione a graffito recentemente restaurata.
- Dell'antico complesso rurale della Casa Porcastri, già esistente nel XV secolo, restano oggi un antico portone di ingresso e decorazioni ad affresco sull'esterno.
- Villa Rospigliosi

## Cultura

### Scuole
A Centrale vi sono una scuola dell'infanzia privata paritaria e una scuola primaria statale.

### Eventi
- Il 23 novembre Centrale festeggia il suo Santo Patrono: San Clemente.
- Nella terza di quaresima viene festeggiata la Sagra dei Santi.
- Nella terza domenica di settembre c'è la ricorrenza della Festa del Voto.

## Economia
Il territorio è prevalentemente di tipo rurale e l'attività principale è quella agricola, con campi coltivati e frutteti, mais e frumento, anche se la popolazione residente lavora in grandissima parte nelle vicine industrie. Negli anni sessanta e settanta era attivo il "Consorzio dei seolini" (cipollotti) che raggruppava quasi tutti i produttori agricoli del territorio. Nel paese non ci sono attività industriali, ma soltanto laboratori artigianali a conduzione pressoché familiare. Sono presenti piccoli negozi e altre attività commerciali.

## Sport
La squadra calcistica di Centrale milita attualmente in seconda categoria.
A parte la militanza nel campionato di terza categoria veneto non esiste una solidità societaria con continui passaggi tra proprietari, cambi di nome e allenatori. Non a caso la squadra cambia spesso denominazione: A.C. Centrale, un anno A.S.D. Centrale-Thiene e un anno Fulgor Thiene. La data di fondazione è il 1979, quando fu costruito il campo sportivo, da qui prima la C.S.I. con i campionati amatoriali, poi terza categoria, seconda e prima, che rappresenta il punto più alto raggiunto dalla squadra negli anni novanta.